# Collina di Taras
La Riserva Nazionale Ševčenko (in ucraino Шевченківський національний заповідник?, Ševčenkivc'kyj nacional'nyj zapovidnyk), nota come Collina di Taras (in ucraino Тарасова Гора?, Tarasova Hora), è una riserva storica e culturale situata a Kaniv, in Ucraina, la più antica del paese e la prima ad aver ricevuto lo status di riserva nazionale. Dal 1861 vi si trova la tomba del poeta nazionale Taras Hryhorovyč Ševčenko, al quale è dedicata l'intera area.
Nel 1884 fu costruito il primo museo popolare del Kobzar e fu eretta una croce monumentale in ghisa progettata dall'architetto V. Sičugov. Il 10 giugno 1918 la tomba del vate Ševčenko venne riconosciuta proprietà nazionale, sulla quale nel 1939 fu installato un monumento in bronzo, e nel 1991 venne completato il primo museo popolare dedicato a Ševčenko. L'intero complesso, grande 2500 ettari, contribuisce a preservare il patrimonio nazionale ucraino. La sua collezione museale dispone di oltre 20 mila monumenti decorati con oggetti personali del poeta, nonché edizioni speciali dei suoi scritti, opere d'arte popolare, documenti archivistici, materiale audiovisivo e una biblioteca con 23 mila copie.